# Merona operculata
Merona operculata är en nässeldjursart som beskrevs av Watson 1978. Merona operculata ingår i släktet Merona och familjen Oceanidae. Inga underarter finns listade i Catalogue of Life.